# Address Resolution Protocol
Address Resolution Protocol (ARP) – protokół sieciowy umożliwiający mapowanie logicznych adresów warstwy sieciowej (warstwa 3) na fizyczne adresy warstwy łącza danych (2). Protokół ten nie ogranicza się tylko do kojarzenia adresów IP z adresami MAC stosowanymi w sieciach Ethernet, lecz jest także wykorzystywany do odpytywania o adresy fizyczne stosowane w technologiach Token ring czy FDDI. Zdefiniowany jest w RFC 826 i jest określany jako standard internetowy STD 37.
Protokół ARP opisuje także zachowanie systemu operacyjnego, który zarządza tzw. tablicą ARP. Znajdują się w niej pary: adres warstwy sieciowej i przypisany do niego adres fizyczny. Zapobiega to wysyłaniu zapytania ARP przy próbie wysłania każdego pakietu do hosta znajdującego się w tej samej sieci.
Protokół ARP nie jest niezbędny do działania sieci komputerowych, może zostać zastąpiony przez statyczne wpisy w tablicy ARP, przyporządkowujące adresom warstwy sieciowej adresy fizyczne na stałe.

## Zasada działania
ARP działa w następujący sposób:
1. W celu ustalenia adresu fizycznego hosta docelowego wysyłane jest żądanie ARP request do wszystkich hostów znajdujących się w tej samej sieci. Zapytanie zawiera adres logiczny hosta docelowego oraz adres fizyczny hosta wysyłającego zapytanie.
2. Na zapytanie odpowiada tylko ten host, którego adres logiczny jest identyczny z adresem logicznym umieszczonym w zapytaniu. Odpowiedź zawiera adres logiczny i fizyczny hosta docelowego.
3. Odebrany adres fizyczny zapisywany jest w tablicy ARP i parowany z adresem logicznym hosta docelowego, dzięki czemu nie będzie wymagane ponowne odkrywanie adresu fizycznego do momentu wyczyszczenia tablicy.

Często po podłączeniu do sieci host rozsyła zapytanie ARP o własny adres. Ma to na celu dwie rzeczy, po pierwsze: ustalenie, czy w sieci jest już podpięty system dysponujący identycznym adresem. Po drugie: każdy host obecny w danej sieci może zapisać w pamięci podręcznej dane o nowym hoście przyłączonym do sieci.

## Format komunikatu ARP
| EtherType \| + \| Bity 0 – 7 \| Bity 0 – 7 \| Bity 0 – 7 \| Bity 0 – 7 \| Bity 0 – 7 \| Bity 0 – 7 \| Bity 0 – 7 \| Bity 0 – 7 \| 8 – 15 \| 8 – 15 \| 8 – 15 \| 8 – 15 \| 8 – 15 \| 8 – 15 \| 8 – 15 \| 8 – 15 \| 16 – 31 \| 16 – 31 \| 16 – 31 \| 16 – 31 \| 16 – 31 \| 16 – 31 \| 16 – 31 \| 16 – 31 \| 16 – 31 \| 16 – 31 \| 16 – 31 \| 16 – 31 \| 16 – 31 \| 16 – 31 \| 16 – 31 \| 16 – 31 \| \| -- \| --------------------------------------------------- \| --------------------------------------------------- \| --------------------------------------------------- \| --------------------------------------------------- \| --------------------------------------------------- \| --------------------------------------------------- \| --------------------------------------------------- \| --------------------------------------------------- \| --------------------------------------------------- \| --------------------------------------------------- \| --------------------------------------------------- \| --------------------------------------------------- \| --------------------------------------------------- \| --------------------------------------------------- \| --------------------------------------------------- \| --------------------------------------------------- \| --------------------------------------------------- \| --------------------------------------------------- \| --------------------------------------------------- \| --------------------------------------------------- \| --------------------------------------------------- \| --------------------------------------------------- \| --------------------------------------------------- \| --------------------------------------------------- \| --------------------------------------------------- \| --------------------------------------------------- \| --------------------------------------------------- \| --------------------------------------------------- \| --------------------------------------------------- \| --------------------------------------------------- \| --------------------------------------------------- \| --------------------------------------------------- \| \| 0 \| Typ warstwy fizycznej (HTYPE) \| Typ warstwy fizycznej (HTYPE) \| Typ warstwy fizycznej (HTYPE) \| Typ warstwy fizycznej (HTYPE) \| Typ warstwy fizycznej (HTYPE) \| Typ warstwy fizycznej (HTYPE) \| Typ warstwy fizycznej (HTYPE) \| Typ warstwy fizycznej (HTYPE) \| Typ warstwy fizycznej (HTYPE) \| Typ warstwy fizycznej (HTYPE) \| Typ warstwy fizycznej (HTYPE) \| Typ warstwy fizycznej (HTYPE) \| Typ warstwy fizycznej (HTYPE) \| Typ warstwy fizycznej (HTYPE) \| Typ warstwy fizycznej (HTYPE) \| Typ warstwy fizycznej (HTYPE) \| Typ protokołu wyższej warstwy (PTYPE) \| Typ protokołu wyższej warstwy (PTYPE) \| Typ protokołu wyższej warstwy (PTYPE) \| Typ protokołu wyższej warstwy (PTYPE) \| Typ protokołu wyższej warstwy (PTYPE) \| Typ protokołu wyższej warstwy (PTYPE) \| Typ protokołu wyższej warstwy (PTYPE) \| Typ protokołu wyższej warstwy (PTYPE) \| Typ protokołu wyższej warstwy (PTYPE) \| Typ protokołu wyższej warstwy (PTYPE) \| Typ protokołu wyższej warstwy (PTYPE) \| Typ protokołu wyższej warstwy (PTYPE) \| Typ protokołu wyższej warstwy (PTYPE) \| Typ protokołu wyższej warstwy (PTYPE) \| Typ protokołu wyższej warstwy (PTYPE) \| Typ protokołu wyższej warstwy (PTYPE) \| \| 32 \| Długość adresu sprzętowego (HLEN) \| Długość adresu sprzętowego (HLEN) \| Długość adresu sprzętowego (HLEN) \| Długość adresu sprzętowego (HLEN) \| Długość adresu sprzętowego (HLEN) \| Długość adresu sprzętowego (HLEN) \| Długość adresu sprzętowego (HLEN) \| Długość adresu sprzętowego (HLEN) \| Długość protokołu wyższej warstwy (PLEN) \| Długość protokołu wyższej warstwy (PLEN) \| Długość protokołu wyższej warstwy (PLEN) \| Długość protokołu wyższej warstwy (PLEN) \| Długość protokołu wyższej warstwy (PLEN) \| Długość protokołu wyższej warstwy (PLEN) \| Długość protokołu wyższej warstwy (PLEN) \| Długość protokołu wyższej warstwy (PLEN) \| Operacja (OPER) \| Operacja (OPER) \| Operacja (OPER) \| Operacja (OPER) \| Operacja (OPER) \| Operacja (OPER) \| Operacja (OPER) \| Operacja (OPER) \| Operacja (OPER) \| Operacja (OPER) \| Operacja (OPER) \| Operacja (OPER) \| Operacja (OPER) \| Operacja (OPER) \| Operacja (OPER) \| Operacja (OPER) \| \| 64 \| Adres sprzętowy źródła (SHA) \| Adres sprzętowy źródła (SHA) \| Adres sprzętowy źródła (SHA) \| Adres sprzętowy źródła (SHA) \| Adres sprzętowy źródła (SHA) \| Adres sprzętowy źródła (SHA) \| Adres sprzętowy źródła (SHA) \| Adres sprzętowy źródła (SHA) \| Adres sprzętowy źródła (SHA) \| Adres sprzętowy źródła (SHA) \| Adres sprzętowy źródła (SHA) \| Adres sprzętowy źródła (SHA) \| Adres sprzętowy źródła (SHA) \| Adres sprzętowy źródła (SHA) \| Adres sprzętowy źródła (SHA) \| Adres sprzętowy źródła (SHA) \| Adres sprzętowy źródła (SHA) \| Adres sprzętowy źródła (SHA) \| Adres sprzętowy źródła (SHA) \| Adres sprzętowy źródła (SHA) \| Adres sprzętowy źródła (SHA) \| Adres sprzętowy źródła (SHA) \| Adres sprzętowy źródła (SHA) \| Adres sprzętowy źródła (SHA) \| Adres sprzętowy źródła (SHA) \| Adres sprzętowy źródła (SHA) \| Adres sprzętowy źródła (SHA) \| Adres sprzętowy źródła (SHA) \| Adres sprzętowy źródła (SHA) \| Adres sprzętowy źródła (SHA) \| Adres sprzętowy źródła (SHA) \| Adres sprzętowy źródła (SHA) \| \| ? \| Adres protokołu wyższej warstwy źródła (SPA) \| Adres protokołu wyższej warstwy źródła (SPA) \| Adres protokołu wyższej warstwy źródła (SPA) \| Adres protokołu wyższej warstwy źródła (SPA) \| Adres protokołu wyższej warstwy źródła (SPA) \| Adres protokołu wyższej warstwy źródła (SPA) \| Adres protokołu wyższej warstwy źródła (SPA) \| Adres protokołu wyższej warstwy źródła (SPA) \| Adres protokołu wyższej warstwy źródła (SPA) \| Adres protokołu wyższej warstwy źródła (SPA) \| Adres protokołu wyższej warstwy źródła (SPA) \| Adres protokołu wyższej warstwy źródła (SPA) \| Adres protokołu wyższej warstwy źródła (SPA) \| Adres protokołu wyższej warstwy źródła (SPA) \| Adres protokołu wyższej warstwy źródła (SPA) \| Adres protokołu wyższej warstwy źródła (SPA) \| Adres protokołu wyższej warstwy źródła (SPA) \| Adres protokołu wyższej warstwy źródła (SPA) \| Adres protokołu wyższej warstwy źródła (SPA) \| Adres protokołu wyższej warstwy źródła (SPA) \| Adres protokołu wyższej warstwy źródła (SPA) \| Adres protokołu wyższej warstwy źródła (SPA) \| Adres protokołu wyższej warstwy źródła (SPA) \| Adres protokołu wyższej warstwy źródła (SPA) \| Adres protokołu wyższej warstwy źródła (SPA) \| Adres protokołu wyższej warstwy źródła (SPA) \| Adres protokołu wyższej warstwy źródła (SPA) \| Adres protokołu wyższej warstwy źródła (SPA) \| Adres protokołu wyższej warstwy źródła (SPA) \| Adres protokołu wyższej warstwy źródła (SPA) \| Adres protokołu wyższej warstwy źródła (SPA) \| Adres protokołu wyższej warstwy źródła (SPA) \| \| ? \| Adres sprzętowy przeznaczenia (THA) \| Adres sprzętowy przeznaczenia (THA) \| Adres sprzętowy przeznaczenia (THA) \| Adres sprzętowy przeznaczenia (THA) \| Adres sprzętowy przeznaczenia (THA) \| Adres sprzętowy przeznaczenia (THA) \| Adres sprzętowy przeznaczenia (THA) \| Adres sprzętowy przeznaczenia (THA) \| Adres sprzętowy przeznaczenia (THA) \| Adres sprzętowy przeznaczenia (THA) \| Adres sprzętowy przeznaczenia (THA) \| Adres sprzętowy przeznaczenia (THA) \| Adres sprzętowy przeznaczenia (THA) \| Adres sprzętowy przeznaczenia (THA) \| Adres sprzętowy przeznaczenia (THA) \| Adres sprzętowy przeznaczenia (THA) \| Adres sprzętowy przeznaczenia (THA) \| Adres sprzętowy przeznaczenia (THA) \| Adres sprzętowy przeznaczenia (THA) \| Adres sprzętowy przeznaczenia (THA) \| Adres sprzętowy przeznaczenia (THA) \| Adres sprzętowy przeznaczenia (THA) \| Adres sprzętowy przeznaczenia (THA) \| Adres sprzętowy przeznaczenia (THA) \| Adres sprzętowy przeznaczenia (THA) \| Adres sprzętowy przeznaczenia (THA) \| Adres sprzętowy przeznaczenia (THA) \| Adres sprzętowy przeznaczenia (THA) \| Adres sprzętowy przeznaczenia (THA) \| Adres sprzętowy przeznaczenia (THA) \| Adres sprzętowy przeznaczenia (THA) \| Adres sprzętowy przeznaczenia (THA) \| \| ? \| Adres protokołu wyższej warstwy przeznaczenia (TPA) \| Adres protokołu wyższej warstwy przeznaczenia (TPA) \| Adres protokołu wyższej warstwy przeznaczenia (TPA) \| Adres protokołu wyższej warstwy przeznaczenia (TPA) \| Adres protokołu wyższej warstwy przeznaczenia (TPA) \| Adres protokołu wyższej warstwy przeznaczenia (TPA) \| Adres protokołu wyższej warstwy przeznaczenia (TPA) \| Adres protokołu wyższej warstwy przeznaczenia (TPA) \| Adres protokołu wyższej warstwy przeznaczenia (TPA) \| Adres protokołu wyższej warstwy przeznaczenia (TPA) \| Adres protokołu wyższej warstwy przeznaczenia (TPA) \| Adres protokołu wyższej warstwy przeznaczenia (TPA) \| Adres protokołu wyższej warstwy przeznaczenia (TPA) \| Adres protokołu wyższej warstwy przeznaczenia (TPA) \| Adres protokołu wyższej warstwy przeznaczenia (TPA) \| Adres protokołu wyższej warstwy przeznaczenia (TPA) \| Adres protokołu wyższej warstwy przeznaczenia (TPA) \| Adres protokołu wyższej warstwy przeznaczenia (TPA) \| Adres protokołu wyższej warstwy przeznaczenia (TPA) \| Adres protokołu wyższej warstwy przeznaczenia (TPA) \| Adres protokołu wyższej warstwy przeznaczenia (TPA) \| Adres protokołu wyższej warstwy przeznaczenia (TPA) \| Adres protokołu wyższej warstwy przeznaczenia (TPA) \| Adres protokołu wyższej warstwy przeznaczenia (TPA) \| Adres protokołu wyższej warstwy przeznaczenia (TPA) \| Adres protokołu wyższej warstwy przeznaczenia (TPA) \| Adres protokołu wyższej warstwy przeznaczenia (TPA) \| Adres protokołu wyższej warstwy przeznaczenia (TPA) \| Adres protokołu wyższej warstwy przeznaczenia (TPA) \| Adres protokołu wyższej warstwy przeznaczenia (TPA) \| Adres protokołu wyższej warstwy przeznaczenia (TPA) \| Adres protokołu wyższej warstwy przeznaczenia (TPA) \| |                                                     |                                                     |                                                     |                                                     |                                                     |                                                     |                                                     |                                                     |                                                     |                                                     |                                                     |                                                     |                                                     |                                                     |                                                     |                                                     |                                                     |                                                     |                                                     |                                                     |                                                     |                                                     |                                                     |                                                     |                                                     |                                                     |                                                     |                                                     |                                                     |                                                     |                                                     |                                                     |
| + | Bity 0 – 7                                          | Bity 0 – 7                                          | Bity 0 – 7                                          | Bity 0 – 7                                          | Bity 0 – 7                                          | Bity 0 – 7                                          | Bity 0 – 7                                          | Bity 0 – 7                                          | 8 – 15                                              | 8 – 15                                              | 8 – 15                                              | 8 – 15                                              | 8 – 15                                              | 8 – 15                                              | 8 – 15                                              | 8 – 15                                              | 16 – 31                                             | 16 – 31                                             | 16 – 31                                             | 16 – 31                                             | 16 – 31                                             | 16 – 31                                             | 16 – 31                                             | 16 – 31                                             | 16 – 31                                             | 16 – 31                                             | 16 – 31                                             | 16 – 31                                             | 16 – 31                                             | 16 – 31                                             | 16 – 31                                             | 16 – 31                                             |
| 0 | Typ warstwy fizycznej (HTYPE)                       | Typ warstwy fizycznej (HTYPE)                       | Typ warstwy fizycznej (HTYPE)                       | Typ warstwy fizycznej (HTYPE)                       | Typ warstwy fizycznej (HTYPE)                       | Typ warstwy fizycznej (HTYPE)                       | Typ warstwy fizycznej (HTYPE)                       | Typ warstwy fizycznej (HTYPE)                       | Typ warstwy fizycznej (HTYPE)                       | Typ warstwy fizycznej (HTYPE)                       | Typ warstwy fizycznej (HTYPE)                       | Typ warstwy fizycznej (HTYPE)                       | Typ warstwy fizycznej (HTYPE)                       | Typ warstwy fizycznej (HTYPE)                       | Typ warstwy fizycznej (HTYPE)                       | Typ warstwy fizycznej (HTYPE)                       | Typ protokołu wyższej warstwy (PTYPE)               | Typ protokołu wyższej warstwy (PTYPE)               | Typ protokołu wyższej warstwy (PTYPE)               | Typ protokołu wyższej warstwy (PTYPE)               | Typ protokołu wyższej warstwy (PTYPE)               | Typ protokołu wyższej warstwy (PTYPE)               | Typ protokołu wyższej warstwy (PTYPE)               | Typ protokołu wyższej warstwy (PTYPE)               | Typ protokołu wyższej warstwy (PTYPE)               | Typ protokołu wyższej warstwy (PTYPE)               | Typ protokołu wyższej warstwy (PTYPE)               | Typ protokołu wyższej warstwy (PTYPE)               | Typ protokołu wyższej warstwy (PTYPE)               | Typ protokołu wyższej warstwy (PTYPE)               | Typ protokołu wyższej warstwy (PTYPE)               | Typ protokołu wyższej warstwy (PTYPE)               |
| 32 | Długość adresu sprzętowego (HLEN)                   | Długość adresu sprzętowego (HLEN)                   | Długość adresu sprzętowego (HLEN)                   | Długość adresu sprzętowego (HLEN)                   | Długość adresu sprzętowego (HLEN)                   | Długość adresu sprzętowego (HLEN)                   | Długość adresu sprzętowego (HLEN)                   | Długość adresu sprzętowego (HLEN)                   | Długość protokołu wyższej warstwy (PLEN)            | Długość protokołu wyższej warstwy (PLEN)            | Długość protokołu wyższej warstwy (PLEN)            | Długość protokołu wyższej warstwy (PLEN)            | Długość protokołu wyższej warstwy (PLEN)            | Długość protokołu wyższej warstwy (PLEN)            | Długość protokołu wyższej warstwy (PLEN)            | Długość protokołu wyższej warstwy (PLEN)            | Operacja (OPER)                                     | Operacja (OPER)                                     | Operacja (OPER)                                     | Operacja (OPER)                                     | Operacja (OPER)                                     | Operacja (OPER)                                     | Operacja (OPER)                                     | Operacja (OPER)                                     | Operacja (OPER)                                     | Operacja (OPER)                                     | Operacja (OPER)                                     | Operacja (OPER)                                     | Operacja (OPER)                                     | Operacja (OPER)                                     | Operacja (OPER)                                     | Operacja (OPER)                                     |
| 64 | Adres sprzętowy źródła (SHA)                        | Adres sprzętowy źródła (SHA)                        | Adres sprzętowy źródła (SHA)                        | Adres sprzętowy źródła (SHA)                        | Adres sprzętowy źródła (SHA)                        | Adres sprzętowy źródła (SHA)                        | Adres sprzętowy źródła (SHA)                        | Adres sprzętowy źródła (SHA)                        | Adres sprzętowy źródła (SHA)                        | Adres sprzętowy źródła (SHA)                        | Adres sprzętowy źródła (SHA)                        | Adres sprzętowy źródła (SHA)                        | Adres sprzętowy źródła (SHA)                        | Adres sprzętowy źródła (SHA)                        | Adres sprzętowy źródła (SHA)                        | Adres sprzętowy źródła (SHA)                        | Adres sprzętowy źródła (SHA)                        | Adres sprzętowy źródła (SHA)                        | Adres sprzętowy źródła (SHA)                        | Adres sprzętowy źródła (SHA)                        | Adres sprzętowy źródła (SHA)                        | Adres sprzętowy źródła (SHA)                        | Adres sprzętowy źródła (SHA)                        | Adres sprzętowy źródła (SHA)                        | Adres sprzętowy źródła (SHA)                        | Adres sprzętowy źródła (SHA)                        | Adres sprzętowy źródła (SHA)                        | Adres sprzętowy źródła (SHA)                        | Adres sprzętowy źródła (SHA)                        | Adres sprzętowy źródła (SHA)                        | Adres sprzętowy źródła (SHA)                        | Adres sprzętowy źródła (SHA)                        |
| ? | Adres protokołu wyższej warstwy źródła (SPA)        | Adres protokołu wyższej warstwy źródła (SPA)        | Adres protokołu wyższej warstwy źródła (SPA)        | Adres protokołu wyższej warstwy źródła (SPA)        | Adres protokołu wyższej warstwy źródła (SPA)        | Adres protokołu wyższej warstwy źródła (SPA)        | Adres protokołu wyższej warstwy źródła (SPA)        | Adres protokołu wyższej warstwy źródła (SPA)        | Adres protokołu wyższej warstwy źródła (SPA)        | Adres protokołu wyższej warstwy źródła (SPA)        | Adres protokołu wyższej warstwy źródła (SPA)        | Adres protokołu wyższej warstwy źródła (SPA)        | Adres protokołu wyższej warstwy źródła (SPA)        | Adres protokołu wyższej warstwy źródła (SPA)        | Adres protokołu wyższej warstwy źródła (SPA)        | Adres protokołu wyższej warstwy źródła (SPA)        | Adres protokołu wyższej warstwy źródła (SPA)        | Adres protokołu wyższej warstwy źródła (SPA)        | Adres protokołu wyższej warstwy źródła (SPA)        | Adres protokołu wyższej warstwy źródła (SPA)        | Adres protokołu wyższej warstwy źródła (SPA)        | Adres protokołu wyższej warstwy źródła (SPA)        | Adres protokołu wyższej warstwy źródła (SPA)        | Adres protokołu wyższej warstwy źródła (SPA)        | Adres protokołu wyższej warstwy źródła (SPA)        | Adres protokołu wyższej warstwy źródła (SPA)        | Adres protokołu wyższej warstwy źródła (SPA)        | Adres protokołu wyższej warstwy źródła (SPA)        | Adres protokołu wyższej warstwy źródła (SPA)        | Adres protokołu wyższej warstwy źródła (SPA)        | Adres protokołu wyższej warstwy źródła (SPA)        | Adres protokołu wyższej warstwy źródła (SPA)        |
| ? | Adres sprzętowy przeznaczenia (THA)                 | Adres sprzętowy przeznaczenia (THA)                 | Adres sprzętowy przeznaczenia (THA)                 | Adres sprzętowy przeznaczenia (THA)                 | Adres sprzętowy przeznaczenia (THA)                 | Adres sprzętowy przeznaczenia (THA)                 | Adres sprzętowy przeznaczenia (THA)                 | Adres sprzętowy przeznaczenia (THA)                 | Adres sprzętowy przeznaczenia (THA)                 | Adres sprzętowy przeznaczenia (THA)                 | Adres sprzętowy przeznaczenia (THA)                 | Adres sprzętowy przeznaczenia (THA)                 | Adres sprzętowy przeznaczenia (THA)                 | Adres sprzętowy przeznaczenia (THA)                 | Adres sprzętowy przeznaczenia (THA)                 | Adres sprzętowy przeznaczenia (THA)                 | Adres sprzętowy przeznaczenia (THA)                 | Adres sprzętowy przeznaczenia (THA)                 | Adres sprzętowy przeznaczenia (THA)                 | Adres sprzętowy przeznaczenia (THA)                 | Adres sprzętowy przeznaczenia (THA)                 | Adres sprzętowy przeznaczenia (THA)                 | Adres sprzętowy przeznaczenia (THA)                 | Adres sprzętowy przeznaczenia (THA)                 | Adres sprzętowy przeznaczenia (THA)                 | Adres sprzętowy przeznaczenia (THA)                 | Adres sprzętowy przeznaczenia (THA)                 | Adres sprzętowy przeznaczenia (THA)                 | Adres sprzętowy przeznaczenia (THA)                 | Adres sprzętowy przeznaczenia (THA)                 | Adres sprzętowy przeznaczenia (THA)                 | Adres sprzętowy przeznaczenia (THA)                 |
| ? | Adres protokołu wyższej warstwy przeznaczenia (TPA) | Adres protokołu wyższej warstwy przeznaczenia (TPA) | Adres protokołu wyższej warstwy przeznaczenia (TPA) | Adres protokołu wyższej warstwy przeznaczenia (TPA) | Adres protokołu wyższej warstwy przeznaczenia (TPA) | Adres protokołu wyższej warstwy przeznaczenia (TPA) | Adres protokołu wyższej warstwy przeznaczenia (TPA) | Adres protokołu wyższej warstwy przeznaczenia (TPA) | Adres protokołu wyższej warstwy przeznaczenia (TPA) | Adres protokołu wyższej warstwy przeznaczenia (TPA) | Adres protokołu wyższej warstwy przeznaczenia (TPA) | Adres protokołu wyższej warstwy przeznaczenia (TPA) | Adres protokołu wyższej warstwy przeznaczenia (TPA) | Adres protokołu wyższej warstwy przeznaczenia (TPA) | Adres protokołu wyższej warstwy przeznaczenia (TPA) | Adres protokołu wyższej warstwy przeznaczenia (TPA) | Adres protokołu wyższej warstwy przeznaczenia (TPA) | Adres protokołu wyższej warstwy przeznaczenia (TPA) | Adres protokołu wyższej warstwy przeznaczenia (TPA) | Adres protokołu wyższej warstwy przeznaczenia (TPA) | Adres protokołu wyższej warstwy przeznaczenia (TPA) | Adres protokołu wyższej warstwy przeznaczenia (TPA) | Adres protokołu wyższej warstwy przeznaczenia (TPA) | Adres protokołu wyższej warstwy przeznaczenia (TPA) | Adres protokołu wyższej warstwy przeznaczenia (TPA) | Adres protokołu wyższej warstwy przeznaczenia (TPA) | Adres protokołu wyższej warstwy przeznaczenia (TPA) | Adres protokołu wyższej warstwy przeznaczenia (TPA) | Adres protokołu wyższej warstwy przeznaczenia (TPA) | Adres protokołu wyższej warstwy przeznaczenia (TPA) | Adres protokołu wyższej warstwy przeznaczenia (TPA) | Adres protokołu wyższej warstwy przeznaczenia (TPA) |

- Typ warstwy fizycznej (HTYPE) – typ protokołu warstwy fizycznej. Możliwe wartości dla pola HTYPE w tabeli po prawej stronie.

| Wartość HTYPE | Typ           |
| ------------- | ------------- |
| 1             | Ethernet      |
| 6             | IEEE 802.3    |
| 15            | Frame Relay   |
| 16            | ATM           |
| 17            | HDLC          |
| 18            | Fibre Channel |
| 19            | ATM           |
| 20            | Serial Line   |
| 30            | ATM           |
| 31            | IPsec         |

- Typ protokołu wyższej warstwy (PTYPE) – dla protokołu IPv4 jest to 0x0800. Dopuszczalne wartości są zawarte w tabeli EtherType.

- Długość adresu sprzętowego (HLEN) – długość adresu sprzętowego (MAC) podana w bajtach.
- Długość protokołu wyższej warstwy (PLEN) – długość adresu protokołu, np. IP (4 bajty).
- Operacja (OPER) – kod operacji ARP. Poniżej cztery najważniejsze wartości:

| Wartość OPER | Opis               | RFC       |
| ------------ | ------------------ | --------- |
| 1            | Zapytanie          | 826       |
| 2            | Odpowiedź          | 826, 1868 |
| 3            | Zapytanie odwrotne | 903       |
| 4            | Odpowiedź odwrotna | 903       |

- Adres sprzętowy źródła (SHA) – sprzętowy adres (MAC) nadawcy
- Adres protokołu wyższej warstwy źródła (SPA) – adres protokołu warstwy wyższej nadawcy, np. adres IP
- Adres sprzętowy przeznaczenia (THA) – sprzętowy adres (MAC) odbiorcy
- Adres protokołu wyższej warstwy przeznaczenia (TPA) – adres protokołu warstwy wyższej odbiorcy, np. adres IP